# Anastácio (Mato Grosso do Sul)
Anastácio est une municipalité brésilienne de l'État de Mato Grosso do Sul et la Microrégion d'Aquidauana.